# Fuerzas Terrestres de Polonia
Las Fuerzas Terrestres de la República de Polonia (en polaco: Wojska Lądowe Rzeczypospolitej Polskiej) son la rama de tierra de las Fuerzas Militares de Polonia, su componente humano al día de hoy es totalmente profesional, y en los últimos años ha adaptado sus sistemas de armas, municiones y equipamientos así como ha adquirido una gran cantidad de equipamiento de varios modelos occidentales de armamentos, aviones, helicópteros y otros para adaptarse tras su adhesión a la OTAN en 1999. El Ejército de Polonia cuenta con unos 62.000 efectivos aproximadamente, Muchas de sus tropas forman parte de los componentes militares de la Unión Europea y de la OTAN alrededor del mundo y/o en donde se encuentren estas fuerzas desplegadas.

## Historia

### Creación

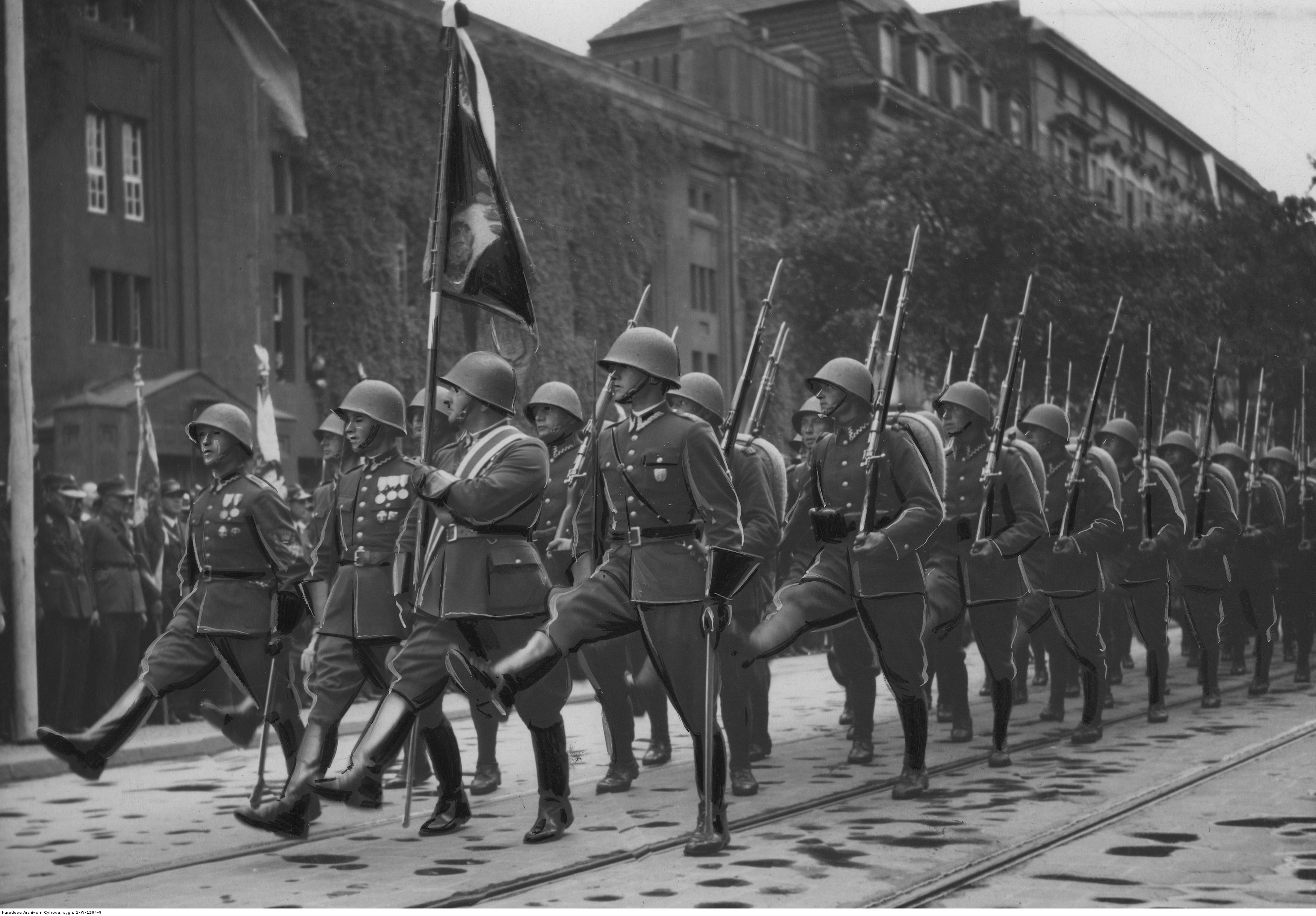
Soldados Polacos en 1938

La historia militar de Polonia se relaciona estrechamente con su historia como nación y sus conflictos relacionados, así por cientos de años de tradición a los que le debe su forma (véase en List of Polish wars para más información). Cuando las Fuerzas de Polonia en el occidente y las Fuerzas de Polonia en el Oriente, así como las creadas en el interior como las  Fuerzas del Interior durante el fin de la Segunda Guerra Mundial se reencontraron volvieron a resurgir. Pero realmente las fuerzas militares y de tierra actuales tienen su origen operacional dadas sus raíces en la fidelidad jurada durante la existencia de la Unión Soviética y sus pactos aliados, así como el cuidado y preservación de sus intereses durante el establecimiento de la República Popular de Polonia, que sucedió justo después del fin de la Segunda Guerra Mundial en su territorio. Dos ejércitos polacos, el Primer Ejército de Polonia y el Segundo Ejército de Polonia quienes pelearon de lado del Ejército Rojo en el Frente Occidental de la Unión Soviética (1941-1944). Enseguida de la victoria aliada y el repliegue a las fronteras de Polonia, estas y otras fuerzas en combate de Polonia leales a los mandos soviéticos reconstruyeron una nueva fuerza que luego sería parte activa en el Pacto soviético de Varsovia.Las tropas del recién creado Ejército Popular de Polonia serían formadas como parte del segundo escudo de defensa estratégica en caso de un ataque desplegado por parte de la alianza del atlántico norte desde el comando general de las Fuerzas de la OTAN en continente europeo.

### En el comunismo

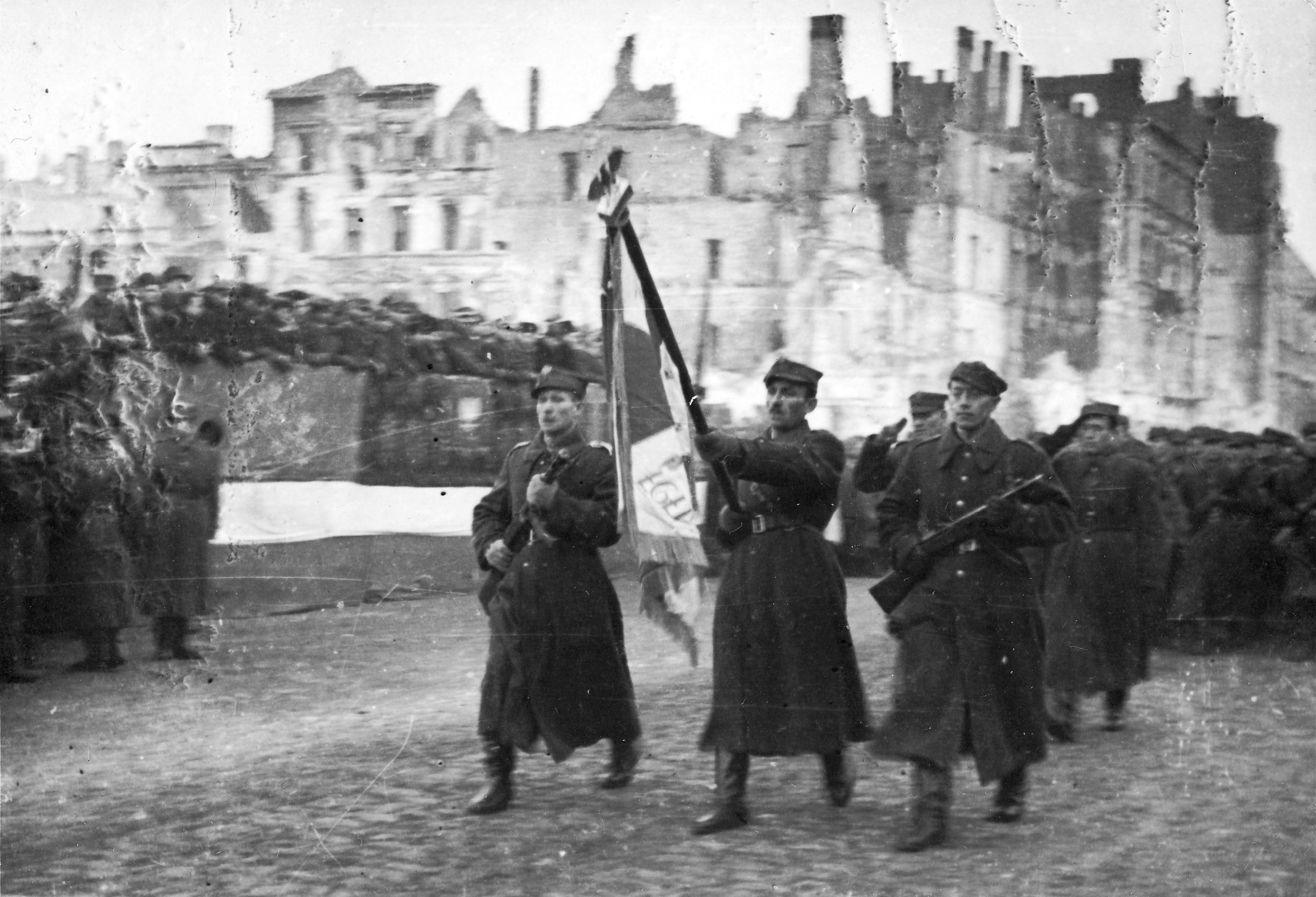
Soldados Polacos entrando a Varsovia en 1945, después de su liberación.

A mediados del año 1945, y después del fin de la Segunda Guerra Mundial, el Ejército Popular de Polonia como parte de una estrategia soviética, se dividió en seis (luego en siete) distritos. Estos eran los de Varsovia, con su Cuartel General en Varsovia, Distrito Militar de Lublin, con su Cuartel General en Lublin, el Distrito Militar de Cracovia, con su Cuartel General en Cracovia, el Distrito Militar de Lodz, con su Cuartel General en Lodz, el Distrito Militar de Poznan, con su Cuartel General en Poznan, el Distrito Militar de Pomerania, con su Cuartel General en Torun; y el Distrito Militar de Silesia, con su Cuartel General en Katowice, estos fueron creados recién en el otoño de 1945. En 1949 su número se redujo a cuatro Distrito Militares. Estos serían el Distrito Militar de Pomerania, con su Cuartel General en Bydgoszcz, el Distrito Militar de Silesia, con su Cuartel General en Wroclaw,  el Distrito Militar de Varsovia, con su Cuartel General en Varsovia, y el Distrito Militar de Cracovia; con sus Cuarteles Generales en Cracovia. En noviembre de 1953, el Distrito Militar de Cracovia fue disuelto y hasta 1992, Polonia se dividió en tres Distritos. Un Frente de Comando de las Fuerzas miliaters de Polonia se había formado en 1958, a su vez que las tres Fuerzas armadas aparecieron en 1955, el Primer Ejército Polaco, el Segundo y el Cuarto Ejército, solamente de movilización; tuvieron sus Cuarteles principales en sus propios distritos y solamente hasta que fueran desplegados junto a las otras tres fuerzas. El Cuartel general de las Fuerzas Militares de Polonia sería desactivado finalmente en el año de 1990, y el esquema de los tres Ejércitos de Movilización a su vez fue abandonado.

### Después del comunismo

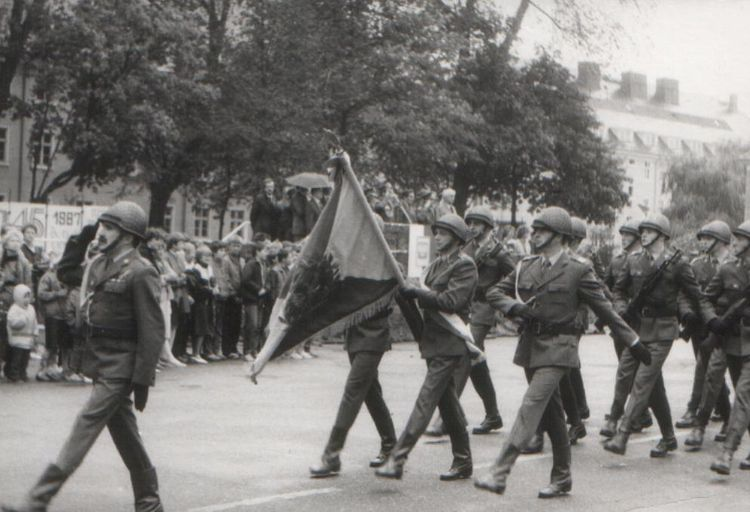
Soldados Polacos en 1987

Hasta la caída del comunismo en 1989 el prestigio del estamento militar fue en continua caída, dado a los usos dados por el gobierno comunista para suprimir violentamente a las protestas, incluidas las de Poznan en 1956, las de 1970, y durante las protestas en el seno de la Ley Marcial en Polonia entre 1981 y 1982. Las tropas del Distrito Militar de Silesia, a su vez tomaron parte en la supresión de las marchas de 1968 en Checoslovaquia, comúnmente llamada la Primavera de Praga.

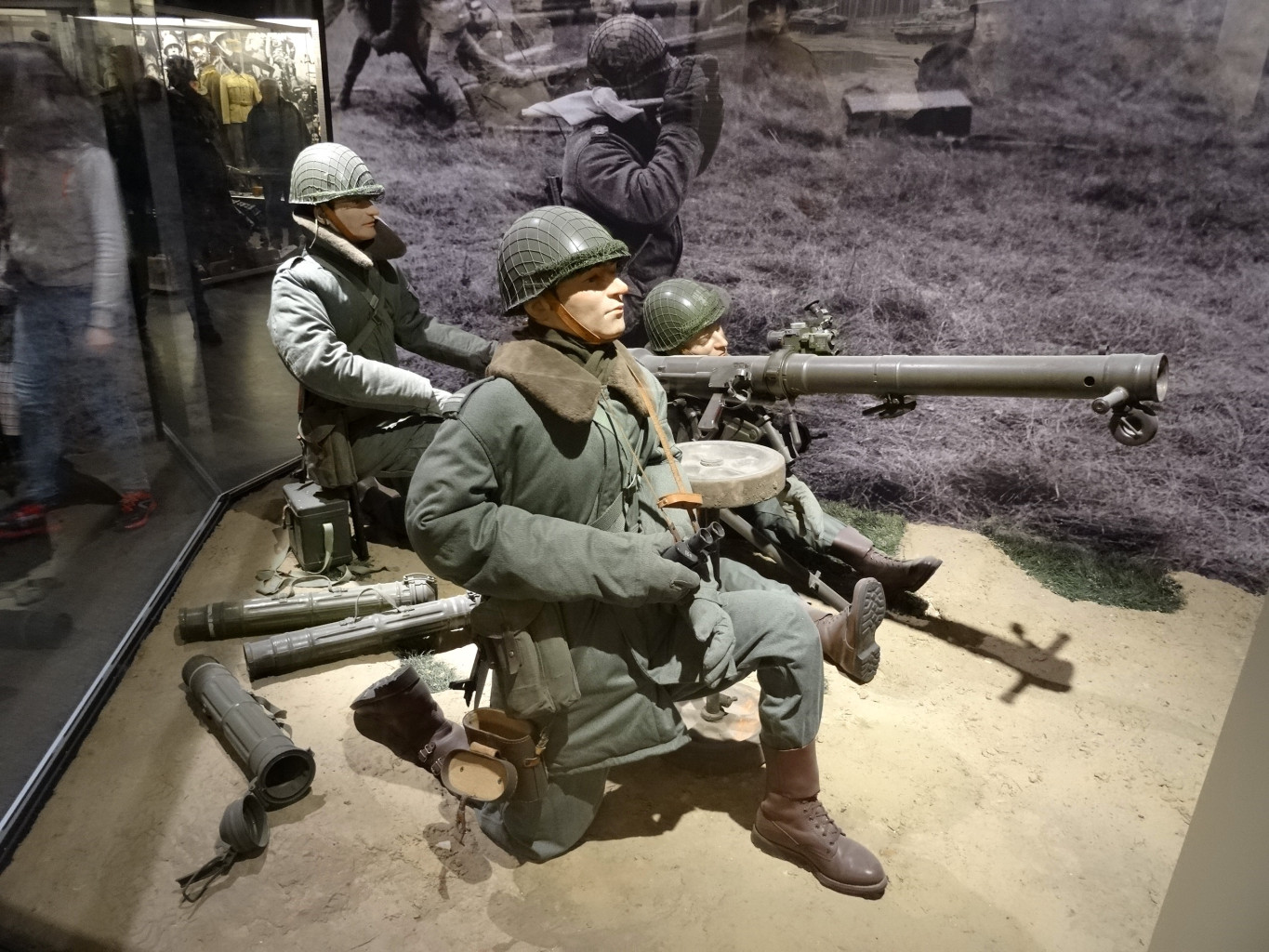

Los dos distritos fronterizos con Alemania estaban compuestos cada uno por dos divisiones en 1990, y recientemente fueron reordenados ahora, de acuerdo a las doctrinas defensivas dispuestas por sus militares en las postrimerías de los noventa; y luego de que dichas fueran nuevamente revisadas y adaptadas a las necesidades actuales, ya que fueron elaboradas por mandos soviéticos de acuerdo a sus propias doctrinas defensivas de la época, agrupando en relaciones 3:1 los materiales, en formaciones combinadas de fusileros motorizados; los regimientos de tanques se compusieron para una proporción de 2:2 entre las divisiones de fusileros motorizados junto a los regimientos de carros de combate. La tercera división en la zona este era controlada únicamente por una división. Su estructura estaba dada por la 6.ª División Aerotransportada y la 7.a Brigada de Defensa Costera, por medio de la División de Desembarco terrestre adjunta, posiblemente albergando la intención de contener un ataque desde Dinamarca; dadas las peligrosas pretensiones de la alianza de la OTAN, frente a las que el Pacto de Varsovia consideraba un posible plan para abrir el Mar Báltico para el acceso a sus buques en lo posible al Mar del Norte y más allá, seguramente con el fin de resguardar los puertos suecos y finlandeses de una posible agresión. Su fuerza en su mejor época estaba compuesta de 205,000 hombres de los cuales 168,000 eran personal conscripto al servicio militar obligatorio por ese entonces.

### Actualidad

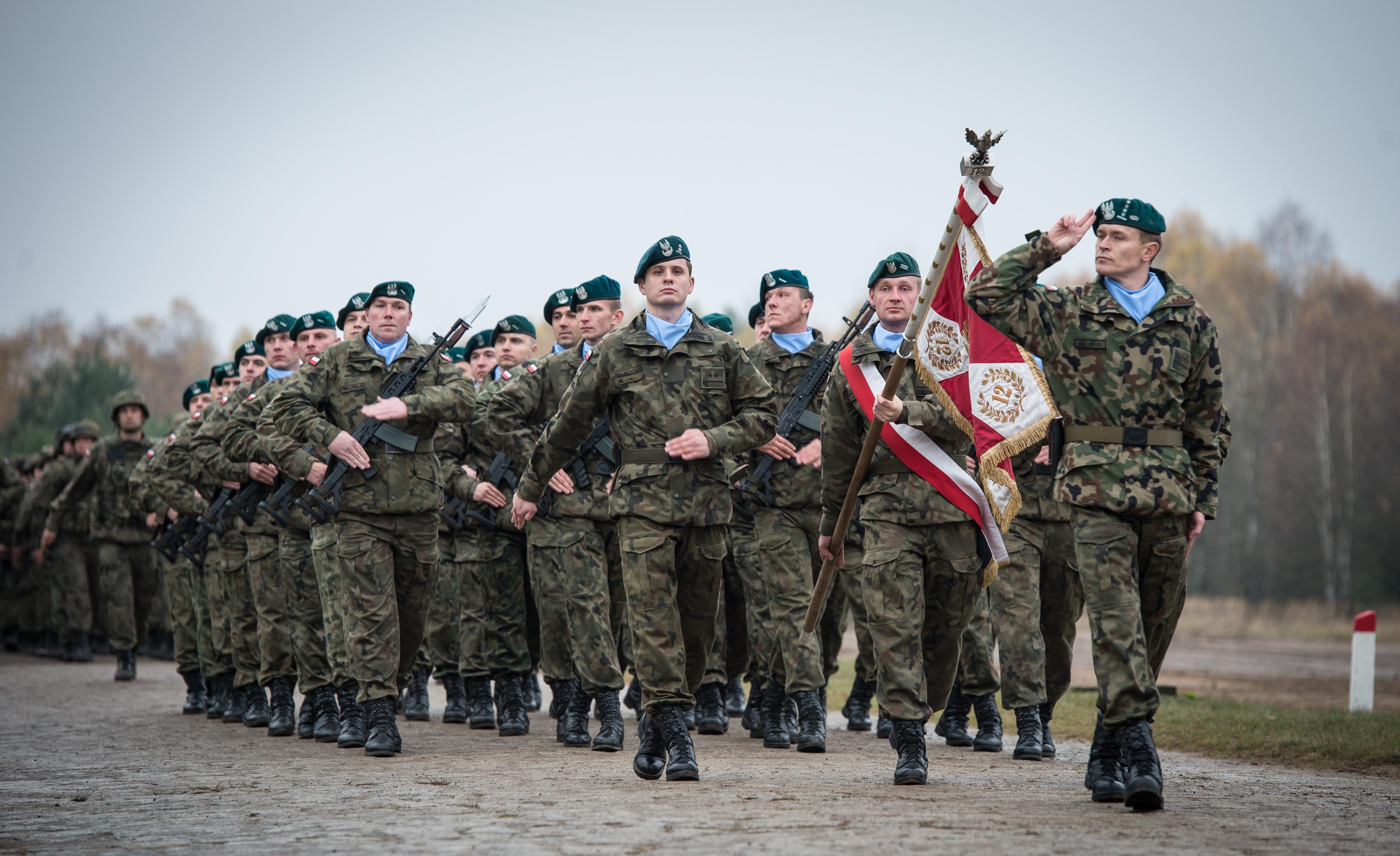
Soldados Polacos en 2013

Siguiente al final de la guerra fría y su conflicto ideológico, el Ejército de Polonia se redujo drásticamente y se reorganizó de acuerdo a la nueva situación del mundo. En 1992, el Distrito Militar de Cracovia sería reactivado. De nueve divisiones, el total planeado en el 2001; se redujo finalmente a cuatro, más seis brigadas de apoyo independientes. Desde el 1 de enero de 1999, Polonia ha sido redividida en tan sólo dos distritos militares. Estos son el de Pomerania (en polaco: Pomorski Okręg Wojskowy), con sus Cuarteles Generales en Bydgoszcz y cubriendo la parte norte de Polonia; y el Distrito Militar de Silesia (en polaco: Śląski Okręg Wojskowy) con sus Cuarteles Generales en Breslavia, cubriendo la zona sur de Polonia. Así mismo, el 1 de septiembre de 2011 La 1ª División Mecanizada de Varsovia sería disuelta.

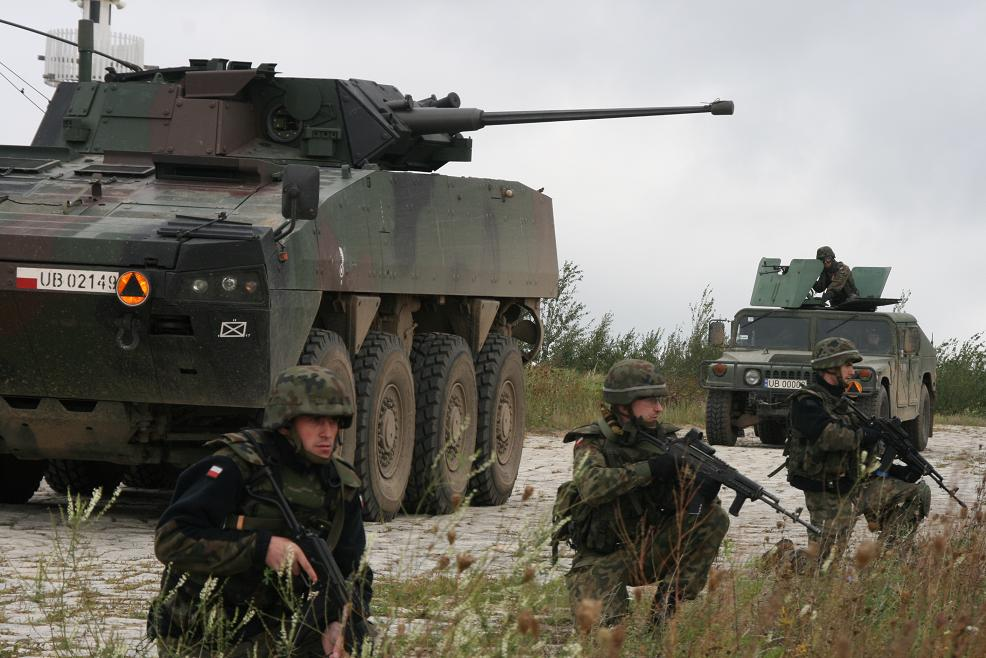

Desde los años 1950, las Fuerzas Militares de Polonia han contribuido con tropas a los Contingentes de pacificación de las Naciones Unidas, así como en sus múltiples operaciones. Una de las más recientes misiones asignadas fue la encargada en el contingente MINURCAT, en la República de Chad y en la República Centroafricana, a donde Polonia ha enviado sus tropas entre los años 2007-2010. Junto al contingente allá desplegado hay tropas de dos batallones de reconocimiento, una compañía de Gendarmería del Ejército, un componente de la 10.ª Brigada de Logística, y elementos del 5º regimiento de Ingenieros Militares, y tres helicópteros Mi-8 asignados a las operaciones de dichas fuerzas.
Dado el curso de cambio en su política exterior, su alianza evidente con Estados Unidos le ha valido el hecho de que tenga que desplegar también de sus tropas en los conflictos de Afganistán e Irak, pero dada la vocación pacifista de su gente y su misión; dichas tropas tan sólo cumplen misiones de reconstrucción de infraestructura y de apoyo a las tropas de la coalición internacional también allí desplegadas, dicha misión fue retirada de sus asignaciones en el año 2008, pero la misión en Afganistán aún hoy día permanece en dicha nación en el marco de la misión de pacificación asignada por la ONU, y se planea su retiro hasta el año 2013.

## Estructura

### Unidades de mando y Cuarteles generales
- Comando y cuarteles centrales en las instalaciones del 2.º Cuerpo Mecanizado de Polonia (Para más información, por favor remitirse a 2 Korpus Zmechanizowany (III RP)).

#### Divisiones
- 1.a División Tadeusz Kościuszko (1.a División Mecanizada "Varsovia" (Legionowo) (desarticulada el 1 de septiembre de 2011.)
  - 1.aBrigada Mecanizada "Varsovianos" (Wesoła)
  - 3.ª Legión de la 3.ªBrigada Mecanizada (Lublin)
  - 21.ª Brigada de Rifleros de Podhale (Rzeszów)
- 11.ava División de Caballería Blindada (Żagań)
  - 10.a Brigada de Caballería Blindada'  (Świętoszów)
  - 11.ava Brigada de Medios Mecanizados Gran Polonia   (Międzyrzecz)
  - 34.a Brigada de Caballería Blindada (Żagań)
- 12.ava Division de Medios Mecanizados "Szczecin" (Szczecin)
  - 2.ª Brigada de Legionarios (Brigada Mecanizada) (Złocieniec-Budowo)
  - 7/ma Brigada de Defensa Costera "Pomerania"  (Słupsk)
  - 12.ª Brigada de Medios Mecanizados (Szczecin)
- 16.ta División Mecanizada "Pomerania"  (Elbląg)
  - 9.ª Brigada de Caballería Mecanizada (Braniewo)
  - 15.ª Brigada de Medios Mecanizados "Giżycka" (Giżycko)
  - 20.ª Brigada Mecanizada "Bartoszycka" (Bartoszyce)

#### Brigadas independientes
- 6.ª Brigada Aerotransportada (Kraków)
- 25.ª Brigada de Caballería Aerotransportada (Tomaszów Mazowiecki)
- 1.ª Brigada de Artillería "Masuriana"  (Węgorzewo)
- 23.ª Brigada de Artillería "Silesiana" (Bolesławiec)
- 1.ª Brigada de Ingenieros Militares "Brzeska"  (Brzeg)
- 2.ª Brigada de Ingenieros Militares "Mazovian" (Kazuń Nowy)
- 18.ª Brigada de reconocimiento  (Białystok)

#### Armas de combate
- Brigadas mecanizadas y blindadas (Wojska Pancerne i Zmechanizowane)
- Brigadas de Misiles y Artillería(Wojska Rakietowe i Artyleria)
- Brigadas de Defensa Antiaérea (Wojska Obrony Przeciwlotniczej)
- Brigadas Aerotransportadas (Fuerzas aerotransportadas) (Wojska Aeromobilne)
- Brigadas de Ingenieros Militares (Wojska Inżynieryjne)

#### Armas de soporte y apoyo en combate
- Brigadas de Reconocimiento & Alerta temprana (Rozpoznanie i Wczesne Ostrzeganie)
- Brigadas de Señales & Tecnologías de la Información (Wojska Łączności i Informatyki)
- Brigadas de atención y combate en entornos químicos (Wojska Chemiczne)
- Brigadas de Logística (Logistyka)

## Cuadro de mando del Ejército de Polonia

Cuadro de mando de las Fuerzas Terrestres del Ejército de Polonia (clic para acercar).

## Equipamiento
Polonia esta llevado a cabo una modernización significativa en equipamiento avanzado, principalmente de origen estadounidense y surcoreano. Esta renovación busca fortalecer las capacidades defensivas de Polonia ante la amenaza rusa, especialmente tras la invasión de Ucrania. El presupuesto de defensa alcanzó el 3,9% del PIB en el 2023.

### Vehículos
| Tipo                    | Clase                                | Foto | País                            | En servicio                                   | Notas                                                                   |
| ----------------------- | ------------------------------------ | ---- | ------------------------------- | --------------------------------------------- | ----------------------------------------------------------------------- |
| M1 Abrams               | Carro de combate principal           |      | Estados Unidos                  | 116 M1A1 FEP 47 M1A2 SEPv3                    |                                                                         |
| K2 Black Panther        | Carro de combate principal           |      | Corea del Sur                   | 133                                           |                                                                         |
| Leopard 2A4 / 2PL / 2A5 | Carro de combate principal           |      | Alemania                        | 66 Leopard 2A4 62 Leopard 2PL 105 Leopard 2A5 |                                                                         |
| PT-91 Twardy            | Carro de combate principal           |      | Polonia                         | sobre 172                                     |                                                                         |
| T-72M1 /T-72M1R         | Carro de combate principal           |      | Polonia                         | sobre 111                                     |                                                                         |
| BWP Borsuk              | vehículo de combate de infantería    |      | Polonia                         | 5/116                                         |                                                                         |
| BMP-1                   | vehículo de combate de infantería    |      | Unión Soviética                 | 1306                                          | En Polonia designado BWP-1                                              |
| KTO Rosomak             | Transporte blindado de personal      |      | Finlandia / Polonia             | 832                                           |                                                                         |
| Cougar                  | transporte blindado de personal MRAP |      | Estados Unidos                  | 40                                            |                                                                         |
| M-113 y M-577           | transporte blindado de personal      |      | Estados Unidos                  | 60                                            |                                                                         |
| BWR-1                   | vehículo blindado de reconocimiento  |      | Unión Soviética                 | 68                                            | Versiones BWR-1K y BWR-1S                                               |
| MT-LB                   | transporte blindado multipropósito   |      | Checoslovaquia/ Unión Soviética | 580                                           | Algunas versiones especializadas                                        |
| BRDM-2                  | vehículo blindado de reconocimiento  |      | Unión Soviética                 | 340                                           | Existen versiones modificadas como Żbik y Szakal (mostrado en la foto). |
| Oshkosh M-ATV           | vehículo blindado MRAP               |      | Estados Unidos                  | ~30                                           |                                                                         |
| Humvee                  | Vehículo multipropósito              |      | Estados Unidos                  | 220                                           |                                                                         |
| WZT-2                   | vehículo blindado de recuperación    |      | Polonia                         | 40                                            |                                                                         |
| WZT-3                   | vehículo blindado de recuperación    |      | Polonia                         | 29                                            |                                                                         |
| WPT Mors                | vehículo blindado de recuperación    |      | Polonia                         | 74                                            |                                                                         |
| Rosomak WRT             | vehículo blindado de recuperación    |      | Polonia                         | 33                                            |                                                                         |

### Artillería
| Tipo          | Clase                     | Foto | País                  | En servicio | Notas |
| ------------- | ------------------------- | ---- | --------------------- | ----------- | ----- |
| AHS Krab      | artillería autopropulsada |      | Polonia               | 64          |       |
| K9 Thunder    | artillería autopropulsada |      | Corea del Sur         | 174         |       |
| wz. 1977 Dana | artillería autopropulsada |      | República Checa       | 111         |       |
| 2S1 Goździk   | artillería autopropulsada |      | Unión Soviética       | 362         |       |
| M142 HIMARS   | lanzacohetes múltiple     |      | Estados Unidos        | 20          |       |
| K239 Chunmoo  | lanzacohetes múltiple     |      | Corea del Sur Polonia | 126         |       |
| RM-70         | artillería de cohetes     |      | República Checa       | 29          |       |
| R-40 Langusta | artillería de cohetes     |      | Polonia               | 75          |       |
| Mortero Rak   | portamortero              |      | Polonia               | 124         |       |

### Defensa antiaérea
| Tipo             | Clase                            | Foto | País                      | En servicio | Notas                                     |
| ---------------- | -------------------------------- | ---- | ------------------------- | ----------- | ----------------------------------------- |
| ZU-23-2          | cañón automático antiaérea       |      | Unión Soviética · Polonia |             | Existen versiones con misiles Grom        |
| Hibneryt         | cañón automático antiaérea       |      | Polonia                   |             | ZU-23-2 montado sobre camión              |
| ZSU-23-4MP Biala | sistema antiaéreo autopropulsado |      | Unión Soviética · Polonia | 28          | Versión modernizada del ZSU-23-4 Shilka   |
| 9K33 Osa         | defensa antiaérea                |      | Unión Soviética           | 64          |                                           |
| 2K12 Kub         | defensa antiaérea                |      | Unión Soviética           | 20          |                                           |
| Poprad           | defensa antiaérea                |      | Polonia                   | 79          |                                           |
| Grom             | misil portátil de corto alcance  |      | Polonia                   | 350         | Algunos son juntados con cañones ZU-23-2. |

### Helicópteros
| Tipo      | Clase                      | Foto | País            | En servicio | Notas |
| --------- | -------------------------- | ---- | --------------- | ----------- | --- |
| Mi-24     | helicóptero de ataque      |      | Unión Soviética | 28          | 16 Mi-24 D y 16 Mi-24 W |
| W-3 Sokół | helicóptero multipropósito |      | Polonia         | 37          | Tres en la versión W-3RR Procjon de adquisición de información por medios electrónicos y 8 en la nueva versión ataque W-3PL Głuszec |
| Mi-2      | helicóptero multipropósito |      | Polonia         | 41          | |
| Mi-8      | helicóptero de transporte  |      | Unión Soviética | 26          | |
| Mi-17     | helicóptero de transporte  |      | Unión Soviética | 12          | |

### Material antiblindados
| Tipo            | Clase                               | Foto | País           | Versiones         | Notas |
| --------------- | ----------------------------------- | ---- | -------------- | ----------------- | ----- |
| Spike           | Misil antitanque "dispara-y-olvida" |      | Israel         |                   |       |
| FGM-148 Javelin | Misil antitanque                    |      | Estados Unidos | Modelo F FGM-148F |       |

### Armas de infantería
| Tipo             | Clase                             | Foto | País      | Calibre           | Notas                             |
| ---------------- | --------------------------------- | ---- | --------- | ----------------- | --------------------------------- |
| Grot (MSBS-5,56) | Fusil de asalto                   |      | Polonia   | 5,56x45 mm        | Fusil estándar                    |
| FB Beryl         | Fusil de asalto                   |      | Polonia   | 5,56x45 mm        | Fusil estándar                    |
| FB Mini-Beryl    | Fusil de asalto                   |      | Polonia   | 5,56x45 mm        | Fusil estándar                    |
| Grot 7,62N       | Fusil semiautomático de precisión |      | Polonia   | 7,62x51 mm        | Fusil semiautomático de precisión |
| Sako TRG         | Fusil de francotirador            |      | Finlandia | .338 Lapua Magnum | Fusil de francotirador            |
| UKM-2000         | Ametralladora media               |      | Polonia   | 7,62x51 mm        | Ametralladora estándar            |